# Grande Rebote
O Grande Rebote, Grande Ricochete ou o Grande Salto (em inglês: Big Bounce) é um modelo científico teórico associado à criação do universo conhecido. Ele advém da interpretação de um universo oscilante sobre a teorização do Big Bang, na qual este evento foi causado devido ao colapso gravitacional de um universo anterior.
De acordo com o modelo padrão da cosmologia (ΛCDM), conhecido como teoria do "Big Bang", no início, o universo tinha densidade infinita. Tal descrição parece estar em concordância com as demais teorias da Física, inclusive com a  Mecânica Quântica, embora não haja uma teoria quântica para a gravitação na escala de Planck. Não é surpreendente, consequentemente, que a mecânica quântica tenha propiciado uma alternativa versão à teoria do Big Bang. Assim, se o universo é fechado, esta teoria prevê que, em cada era, o universo colapsa e produz outro universo num evento similar ao "Big Bang" após uma singularidade universal ser alcançada.

## Desenvolvimentos recentes
Dr. Martin Bojowald, professor de física na Universidade Penn State, publicou resultados detalhando trabalho com gravidade quântica em loop que matematicamente soluciona o tempo antes do Big Bang e dá novos precedentes para o universo oscilante e as teorias sobre "Big Bounce".
Um dos principais problemas com a "teoria Big Bang" é que no momento do "big bang", há uma singularidade de volume zero e densidade de energia infinita.
Porém, a pesquisa de gravidade quântica em loop do Dr. Martin Bojowald mostra que preexistindo um universo colapsado, não ao ponto de singularidade, mas ao ponto no qual a gravidade se torna fortemente repulsiva, quando a gravidade repele de dentro para fora, forma um novo universo.
Esta pesquisa também detalha que algumas propriedades do universo que colapsa para formar o nosso, podem também ser determinadas. Algumas propriedades do universo anterior não são determinadas, entretanto, em razão do Princípio da Incerteza.
Este trabalho está em seus estágios iniciais, e tem ainda que ser verificado por outros pesquisadores. Entretanto ele coloca o "Universo Reciclante"  ou "Universo Oscilante" de volta ao público, à mídia e aos debates como um competidor maior para uma explicação sobre as origens de nosso Universo.

## Detalhes
De acordo com alguns teóricos do universo oscilante, o Big Bang foi meramente o início de um período de expansão que seguiu um período de contração. Sob este ponto de vista, podemos falar de um Big Crunch seguido por um Big Bang, ou mais simplesmente, um Big Bounce, ou 'Bang Bang Bang'. Isto sugere que nós podemos estar vivendo entre o primeiro universo e o bilionésimo.
A principal ideia por trás da teoria quântica de um Big Bounce é que, como a densidade aproxima-se do infinito, o comportamento da espuma quântica muda. Todas as então chamadas constantes físicas fundamentais, incluindo a velocidade da luz no vácuo, não seriam constantes no Big Crunch, especialmente no intervalo de elasticidade de {\displaystyle 10^{-43}} segundos antes e depois do ponto de inflexão. (Uma unidade de tempo de Planck é aproximadamente {\displaystyle 10^{-43}} segundos.)
Se as constante físicas fundamentais foram determinadas de acordo com a mecânica quântica durante o Big Crunch, então seus aparentemente inexplicáveis valores neste universo não deveriam ser surpreendentes, se entendemos que um universo é o que existe entre um Big Bang e seu Big Crunch. O problema de universos falhos (aqueles que falharam em produzir formas de vida baseadas em carbono) é também resolvido.

## Objeções
Uma das principais objeções à visão do Big Bounce é a evidência que tem sido acumulada que nosso universo está destinado a uma infinita dissipação, chamada no meio cosmológico "Big Rip" ou a um "Big Freeze" ou morte térmica, não a um Big Crunch. Além disso, não há nenhuma evidência experimental concreta e direta, da existência de outros universos anteriores ao nosso.